# Desfile do Dia da Vitória em Moscou em 2013

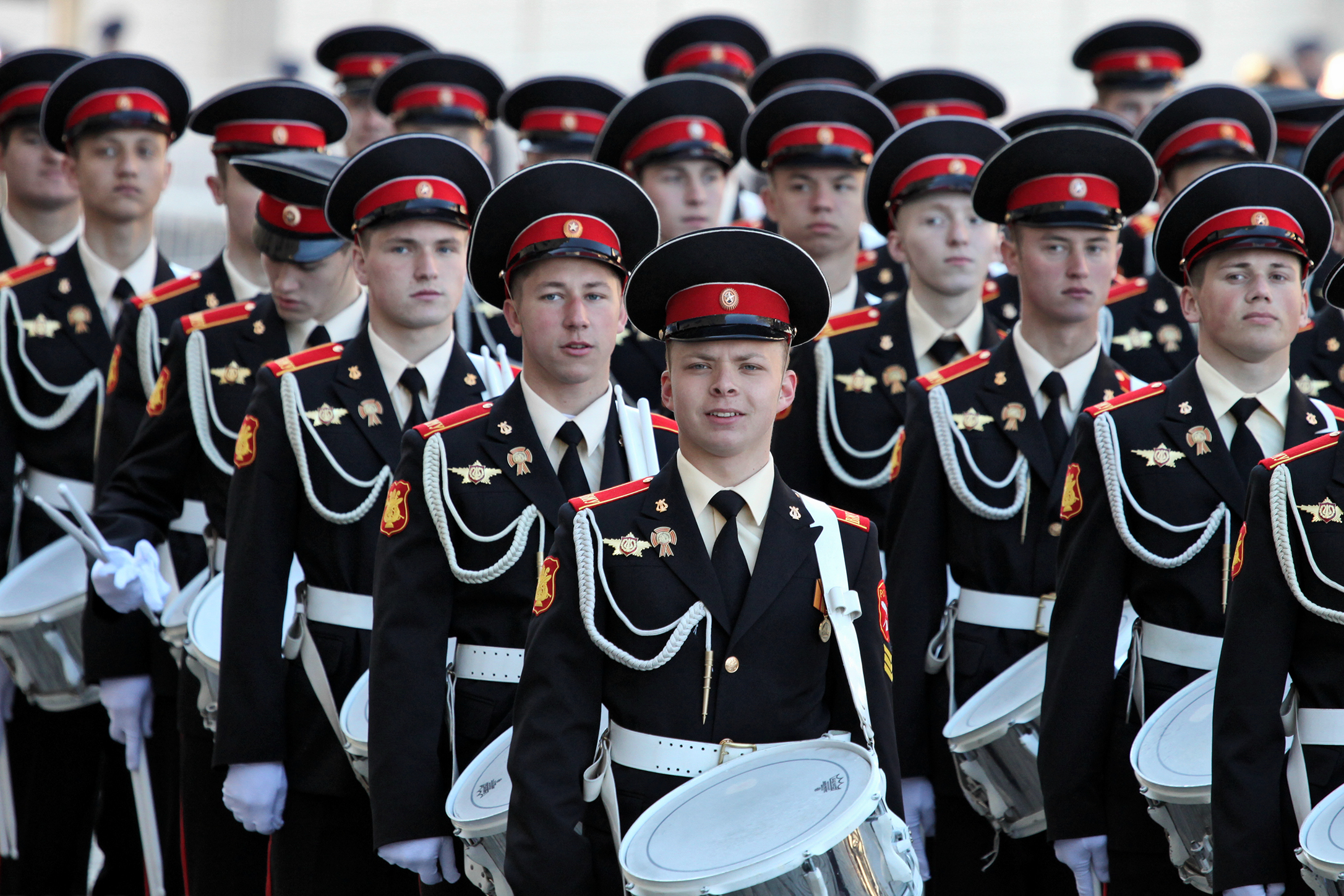
Membros do Colégio Militar de Música de Moscou durante o desfile.

O Desfile do Dia da Vitória em Moscou em 2013 foi um desfile militar na Praça Vermelha em 9 de maio de 2013 para comemorar o 68º aniversário da vitória soviética sobre a Alemanha Nazista na Grande Guerra Patriótica. O presidente da Rússia, Vladimir Putin, fez seu décimo discurso de feriado, foi o primeiro desfile do Ministro da Defesa, General do Exército Sergei Shoigu (inspetor do desfile) e do comandante das Forças Terrestres Russas, Coronel General Vladimir Chirkin (comandante do desfile), substituindo Valery Gerasimov, que foi promovido a Chefe do Estado-Maior. O desfile deste ano incluiu a Escola Militar Suvorov e a Escola Naval Nakhimov pela primeira vez em quatro anos, e a primeira aparição de uma unidade do corpo de cadetes cossacos, juntando-se aos mais de 11.000 militares que marcharam na Praça Vermelha, e o retorno do sobrevoo completo após dois anos. O BTR-82A fez sua estreia no desfile este ano como parte da coluna móvel. Sebastopol, na Ucrânia, onde a Frota do Mar Negro está baseada, e 23 cidades russas também realizarão desfiles neste dia. Conforme a tradição, Carquive e Odessa, na Ucrânia, também realizam um desfile comemorativo completo neste dia. 

## Preparativos
Desde novembro de 2012, os preparativos para o desfile têm sido bem frequentados em nível de unidade. Práticas individuais e de unidade foram realizadas nas várias instalações militares para todas as unidades participantes. 
Em março de 2013, teve início o ensaio geral no centro de treinamento em Alabino, na região de Moscou. Os preparativos para o desfile começaram nos dias 11 e 12 de abril, envolvendo todas as unidades, enquanto a coluna móvel, composta por mais de cem veículos militares, finalizava suas atividades de treinamento em campo. As bandas militares que se apresentariam no desfile também estavam em ensaio, sob a liderança do Tenente-General Valery Khalilov, que fazia sua 11ª participação no Desfile do Dia da Vitória. O esquadrão de helicópteros Mil Mi-8, do Centro de Treinamento de Aviação do Exército, também se preparava para o sobrevoo, que contaria com diversas outras aeronaves militares. No total, participaram 68 aeronaves, marcando seu retorno após dois anos de ausência. 
Os ensaios em Moscou para o desfile começaram entre 24 e 26 de abril de 2013, na própria Praça Vermelha, e foram concluídos em 3 e 4 de maio, com a realização de dois ensaios gerais. Um ensaio final foi programado para 7 de maio, dois dias antes do evento, com o Ministro da Defesa, Shoigu, supervisionando um treinamento completo que teve início às 10h, horário de Moscou, coincidentemente o mesmo em que o desfile ocorreria dois dias depois. O Coronel-general Chirkin foi o responsável por comandar os militares durante aquele treino na Praça Vermelha. 

### Mudança de título do 154º Regimento de Comandantes Independentes
Os ensaios para o desfile tiveram início em 11 de abril, e o 154º Regimento de Comandantes Independentes, que atua como a unidade oficial de guarda de honra das Forças Armadas da Rússia, participou como de costume. No entanto, desta vez, o regimento foi denominado 154º Regimento Preobrazhensky de Comandantes Independentes, um novo título que lhe foi conferido poucos dias antes por meio de uma ordem executiva presidencial assinada por Vladimir Putin, em sua função constitucional como Comandante Supremo das Forças Armadas. Essa atribuição aconteceu no dia 9 de abril do mesmo ano. A concessão desse título honorífico dá continuidade às ricas tradições militares das Forças Armadas russas, que remontam à criação dos dois primeiros regimentos do Exército Imperial Russo pelo próprio Pedro, o Grande, bem como à história dos exércitos Imperial Russo e Soviético.

## Participantes do desfile

### Bandas Militares
- Bandas Militares em Massa das Forças Armadas sob a direção do Diretor Sênior de Música do Serviço de Bandas Militares das Forças Armadas da Federação Russa, Tenente-General Valery Khalilov
- Corpo de Tambores da Escola Militar de Música de Moscou

### Coluna de infantaria
- 154º Regimento de Comandantes Independentes de Preobrazhensky, Guarda de Cor e Companhia de Guardas de Honra do 1º Batalhão de Guardas de Honra, 154º ICR
- Escola Militar Suvorov
- Escola Naval Nakhimov
- Corpo de Cadetes Cossacos de Aksanskiy
- Academia de Armas Combinadas das Forças Armadas da Federação Russa
- Universidade Militar do Ministério da Defesa da Federação Russa
- Academia Militar de Segurança Material e Técnica "General do Exército A. V.  Khrulev"
- Academia da Força Aérea Zhukovsky – Gagarin
- Corpo Naval de Pedro, o Grande - Instituto Naval de São Petersburgo
- 336ª Brigada de Infantaria Naval de Guardas
- Academia Espacial Militar "Alexander Mozhaysky"
- Instituto das Forças de Foguetes Militares de Serpukhov
- Escola Superior de Comando Aerotransportado da Guarda Ryazan "General do Exército Vasily Margelov"
- 98ª Divisão Aerotransportada de Guardas
- 1ª Brigada Costeira NBC
- 9º Regimento de Descarte Químico
- 29ª e 38ª Brigadas Ferroviárias Independentes das Tropas Ferroviárias Russas
- OMSDON Ind. Divisão de Tropas Internas Motorizadas do Ministério de Assuntos Internos da Federação Russa "Felix Dzerzhinsky"
- Academia de Defesa Civil do Ministério de Situações de Emergência
- Instituto Militar de Moscou do Serviço Federal de Fronteiras da Federação Russa "Conselho Municipal de Moscou"
- 27ª Brigada de Rifles Motorizados de Guardas Separados
- 2ª Divisão de Rifles Motorizados de Guardas Tamanskaya "Mikhail Kalinin"
- 4ª Divisão de Tanques de Guardas "Iúri Andropov"
- 6ª Brigada Independente de Tanques de Guardas Chentokhovskaya
- 288ª Brigada de Artilharia Independente Varsóvia-Brandemburgo
- Universidade Técnica Militar da Agência Federal de Construção Especial
- Escola de Treinamento de Alto Comando Militar de Moscou

### Coluna Móvel

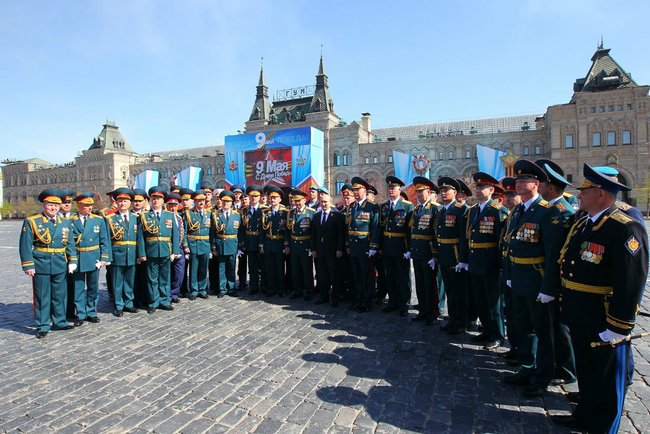
Os comandantes do desfile com o presidente Putin.

- GAZ Tigr
- Iveco LMV
- BTR-82A
- T-90A
- 2S19 Msta-S
- 9K37 Buk-M2
- S-400 Triunfo
- Pantsir-S1
- 9K720 Iskander
- RT-2PM2 Topol-M

### Coluna aérea
- Mil Mi-26
- Mil Mi-8
- Mil Mi-24
- Mil Mi-28
- Kamov Ka-52
- Mikoyan MiG-29
- Sukhoi Su-24
- Sukhoi Su-34
- Sukhoi Su-27
- Mikoyan MiG-31
- Ilyushin Il-76
- Ilyushin Il-78
- Tupolev Tu-22M3
- Tupolev Tu-95
- Tupolev Tu-160
- Beriev A-50
- Sukhoi Su-25
- Antonov An-124
- Antonov An-22
- Sukhoi Su-27 e Mikoyan MiG-29 dos Cavaleiros Russos e Strizhi

## Música
Procissão de bandeiras, revisão e endereço
- Guerra Sagrada (Священная Война) por Alexander Alexanderov
- Marcha Triunfal Solene (Торжественно-Триумфальный Марш) por Valery Khalilov
- Marcha do Regimento Preobrazhensky (Марш Преображенского Полка)
- Marcha Lenta das Escolas de Oficiais (Встречный Марш офицерских училищ) por Semyon Tchernetsky
- Marcha lenta para carregar a bandeira de guerra (Встречный Марш для выноса Боевого Знамени) por Dmitriy Valentinovich Kadeyev
- Marcha Lenta dos Guardas da Marinha (Гвардейский Встречный Марш Военно-Морского Флота) por Nikolai Pavlocich Ivanov-Radkevich
- Marcha Lenta (Встречный Марш) por Evgeny Aksyonov
- Glória (Славься) por Mikhail Glinka
- Fanfarra de Desfile Todos Ouçam! (Парадная Фанфара “Слушайте все!”) por Andrei Golovin
- Hino Nacional da Federação Russa (Государственный Гимн Российской Федерации) por Alexander Alexandrov
- Retiro de Sinal (Сигнал “Отбой”)

Coluna de Infantaria
- Marcha General Miloradovich (Марш “Генерал Милорадович”) por Valery Khalilov
- Triunfo dos Vencedores (Триумф Победителей)
- Nós Somos o Exército do Povo (Мы Армия Народа) por Georgy Viktorovich Mavsesya
- Marcha Aérea (Авиамарш) por Yuliy Abramovich Khait
- A Tripulação é uma família (Экипаж - одна семья) por Viktor Vasilyevich Pleshak
- Marcha dos Cosmonautas/Amigos, eu acredito (Марш Космонавтов /Я верю, друзья) por Oskar Borisovich Feltsman
- Marcha de Artilharia (Марш Артиллеристов) por Tikhon Khrennikov
- Precisamos de uma vitória (Нам Нужна Одна Победа) por Bulat Shalvovich Okudzhava
- Balada de um Soldado (Баллада о Солдате) por Vasily Pavlovich Solovyov-Sedoy
- Servir à Rússia (Служить России) por Eduard Cemyonovich Khanok
- Marcha Herói (Марш “Герой”)
- March Platz (Марш “Плац”) por Valery Khalilov
- Em Guarda pela Paz (На страже Мира) por Boris Alexanderovich Diev
- V Put (В Путь) por Vasily Pavlovich Solovyov-Sedoy
- Dia da Vitória (День Победы) por David Fyodorovich Tukhmanov

Coluna Móvel
- Marcha General Miloradovich (Марш “Генерал Милорадович”) por Valery Khalilov
- Invencível e Lendário (Несокрушимая и легендарная) por Alexander Alexandrov
- Marcha Três Tanquistas (Марш “Три Танкиста”) por Irmãos Pokrass
- Marcha dos Tanquistas Soviéticos (Марш сове́тских танки́стов) por Irmãos Pokrass
- Katyusha (Катюша) por Matvey Blanter
- Marcha Vitória (Марш “Победа”) por Albert Mikhailovich Arutyunov
- Marcha de Artilharia (Марш Артиллеристов) por Tikhon Khrennikov

Coluna aérea
- Invencível e Lendário (Несокрушимая и легендарная) por Alexander Alexandrov
- Marcha Aérea (Авиамарш) por Yuliy Abramovich Khait
- Viva o nosso Estado (Да здравствует наша держава) por Boris Alexandrov

Conclusão
- Curve-se para aqueles Grandes Anos (Поклонимся Великим Тем Годам) por Iosif Kobzon
- A Despedida da Eslava (Прощание Славянки) por Vasiliy Agapkin